# Angerianus
Angerianus is een geslacht van wantsen uit de familie van de Miridae (Blindwantsen). Het geslacht werd voor het eerst wetenschappelijk beschreven door William Lucas Distant in 1904.

## Soorten
Het genus bevat de volgende soorten:

- Angerianus fractus Distant, 1904
- Angerianus maurus Distant, 1904
- Angerianus mindanao Stonedahl, 1991
- Angerianus palawanensis Stonedahl, 1991
- Angerianus pallidus Stonedahl, 1991